# Thawi Bunyaket
Thawi Bunyaket (in thailandese หม่อมราชวงศ์ คึกฤทธิ์ ปราโมช, trascrizione IPA: [tʰā.wīː būn.jā.kèːt], trascritto anche Thawee Boonyaket e Tawee Punyaketu) (Bangkok, 10 novembre 1904 – Bangkok, 3 novembre 1971) è stato un politico thailandese.
Ricoprì diverse cariche di governo e istituzionali, nel 1945 fu per 17 giorni primo ministro ad interim.

## Famiglia e studi
Thawi Bunyaket nacque da Phraya Ronachai Charnyuth (Thanom Punyaketu) e Khunying Ronachai Charnyuth (Tubtim Punyaketu). Sposò Khunying Amphasri Bunyaket. Dopo aver frequentato la scuola Benjamarachuthit nella provincia di Chanthaburi, tornò a Bangkok e fu ammesso prima alla scuola Suan Kulabe Wittayalai e successivamente al college Ratchawitthayalai. Continuò gli studi di Agraria all'estero, tra il 1920 e il 1921 fu al King's College dell'Università di Cambridge nel Regno Unito e dal 1921 al 1928 all'École supérieure d'agriculture dell'Université Catholique de l'Ouest di Angers in Francia. 

## Carriera politica

### Primi incarichi
Dopo il suo ritorno in Siam nel 1928, lavorò al Ministero dell'Agricoltura fino al 24 giugno 1932, quando prese parte alla rivoluzione siamese del 1932, il colpo di stato incruento che costrinse il re Rama VII a trasformare il regno in una monarchia costituzionale e a perdere gran parte dei propri privilegi. Bunyaket divenne membro del Khana Ratsadon (Partito popolare), il partito unico formato da una fazione dell'esercito e alcuni civili, che aveva ispirato la rivoluzione e che assunse il controllo del nuovo governo, ed entrò nel "Comitato Pubblico", come fu chiamato il nuovo consiglio dei ministri. Nel 1934 divenne vicedirettore del Dipartimento dell'Agricoltura. Dal 1939 al 1943 fu segretario generale del consiglio dei ministri e nel biennio 1942-1943 fu anche ministro senza portafoglio nel governo del feldmaresciallo Phibun.

### Membro del movimento Seri Thai durante l'occupazione giapponese
Nel dicembre 1941 la Thailandia era stata invasa dai giapponesi, che costrinsero Phibun a firmare un patto di alleanza e ad entrare nella seconda guerra mondiale al loro fianco. Le truppe di Tokyo si insediarono in Thailandia, che fu utilizzata come base di partenza per le invasioni di Birmania e Malesia, e vi rimasero fino alla fine del conflitto. Bunyaket fu una delle figure più importanti del movimento anti-giapponese Seri Thai, che si oppose in segreto alla collaborazione con i giapponesi e si schierò dalla parte degli Alleati. Quando le sorti del conflitto divennero sfavorevoli al Giappone, la posizione di Phibun si fece instabile e nel luglio 1944 fu costretto a dimettersi.. Bunyaket fu ministro dell'Istruzione nel successivo governo di Khuang Aphaiwong, che rimase in carica fino a fine agosto del 1945.

### Primo ministro
Con la resa del Giappone e il ritiro delle truppe imperiali, Khuang Abhaiwong si dimise e Thawi fu nominato primo ministro il 31 agosto 1945. Contemporaneamente gli furono affidati i ministeri degli Esteri, dell'Agricoltura e della Sanità. La sua nomina fu temporanea e il mandato durò solo 17 giorni, nell'attesa che arrivasse il primo ministro designato Seni Pramoj, che era ambasciatore thailandese negli Stati Uniti e aveva gestito i rapporti di Seri Thai con gli Alleati. Thawi dovette affrontare grossi problemi durante il suo breve mandato, il suo merito principale fu quello di intavolare con successo le trattative con gli Alleati che reclamavano il pagamento dei danni di guerra da parte della Thailandia. In particolare, i britannici chiesero un grande risarcimento sotto forma di consegne gratuite di grandi quantità di riso.

### Incarichi successivi
Thawi fu nominato ministro degli Interni nel governo di Seni Pramoj dal settembre 1945 al gennaio 1946. Nel successivo gabinetto di Pridi Phanomyong dal marzo all'agosto del 1946 fu di nuovo ministro dell'Agricoltura. Quando i militari e Phibun tornarono al potere nel 1948, Thawi andò in esilio nella colonia britannica di Penang, appena entrata a far parte della neonata Federazione della Malesia, a quel tempo protettorato britannico. Tornò in patria nel 1958, dopo la caduta di Phibun, e divenne membro del Comitato esecutivo del Consiglio nazionale per lo sviluppo economico, nel 1959 fu nominato vice presidente dell'Assemblea costituente. Fu portavoce del Parlamento nel periodo in cui il capo del governo fu il dittatore Sarit Thanarat. Durante il governo del generale Thanom Kittikachorn, Thawi divenne nel 1968 presidente dell'Assemblea incaricata di scrivere la nuova Costituzione, che fu abrogata nel giro di due anni. Morì il 3 novembre 1971 all'età di 67 anni.